# Tomopteris vitrina
Tomopteris vitrina är en ringmaskart som beskrevs av Vejdowsky 1878. Tomopteris vitrina ingår i släktet Tomopteris och familjen Tomopteridae. Inga underarter finns listade i Catalogue of Life.